# ムナガラー
ムナガラー（M'nagalah）は、クトゥルフ神話に登場する架空の神性。別名「テティスの支配者」。

## 概説
オーベッド・マーシュの子孫の一部に伝わる伝承では「クトゥルーの右腕」とされ、かつて地球に大陸がゴンドワナ大陸一つであった頃、ただ一つの海であったテティス海の支配者だったという。
触手を備えた肉塊のような姿をしており、女神カソグサの落とし仔に似ているとも言われる。
もともとはアメコミで作られた邪神であった。

## 言及作品
- ラムジー・キャンベル『誘引』（サウザンブックス社『グラーキの黙示 2』ISBN 9784909125354 収録）